# Villa Medicea di Arena Metato
La Villa Medicea di Arena Metato est une villa médicéenne située à Arena Metato, frazione de San Giuliano Terme en région de Pise.
Construite par Giulio di Alessandro de' Medici, fils naturel de Alexandre de Médicis (dit le Maure) , lui-même fils naturel de Laurent II de Médicis et d'une esclave de couleur, il en fait sa résidence en 1563 quand Cosme Ier de Toscane le nomme premier amiral de la flotte médicéenne à  Porto Pisano (au nord de l'actuelle Livourne) et second chevalier de l'ordre de Saint-Étienne.
La villa (attribuée à Bernardo Buontalenti ou à  Pietro Francavilla) est édifiée sur deux étages avec des fenêtres en pietra serena de style florentin. Les grandes armoiries des Médicis en marbre ornent le porche  principal menant à l'intérieur, composé d'un grand salon avec une cheminée en pietra serena et de nombreuses salles, avec des plafonds en bois. Deux des salles sont peintes d'un auteur pisan inconnu  du XIXe siècle.
Longtemps abandonnée elle a été acquise, dans les premiers années 1970, par Riccardo Cerretti et Silvana Piacentino, qui l'ont restaurée pour l'habiter.
C'est aujourd'hui une propriété privée avec un parc planté d'arbres comportant de nombreux chênes verts séculaires. Elle se visite.

## Sources
- (it) Cet article est partiellement ou en totalité issu de l’article de Wikipédia en italien intitulé « Villa di Arena Metato » (voir la liste des auteurs).